# (I'm Not Your) Steppin' Stone
(I'm Not Your) Steppin' Stone est une chanson de rock écrite et composée par Tommy Boyce et Bobby Hart. Elle est enregistrée pour la première fois en 1966 par le groupe The Liverpool Five mais commercialisée pour la première fois par le groupe Paul Revere & The Raiders sur leur album Midnight Ride. La même année, la version des Monkees, parue en face B du single I'm a Believer, se classe no 20 des ventes aux États-Unis.
Cette chanson a connu d'autres reprises, notamment par les Sex Pistols en 1976.